# 당림
당림(唐林, ? ~ ?)은 전한 말기 ~ 신나라의 유학자로, 자는 자고(子高)이며 패군 사람이다.

## 행적
허상의 밑에서 수학하였고, 허상의 제자들 중 덕행으로 두각을 드러내었다. 애제 때 상서령(尙書令)을 지냈고, 신나라 때 구경에 이르렀다.
신 천봉 4년(17년), 전 보성사우좨주(保成師友祭酒) 당림은 건덕후(建德侯)에 봉해지고 특진의 지위를 받아 삼공에 준하는 예우를 받게 되었고, 궤장 또한 하사받았다.

## 출전
- 반고, 《한서》
  - 권86 하무왕가사단전
  - 권88 유림전
  - 권99하 왕망전 下